# معاونت حقوقی ریاست‌جمهوری
معاونت حقوقی ریاست‌جمهوری نهادی دولتی در ایران است که زیرمجموعهٔ نهاد ریاست‌جمهوری قرار دارد. انجام امور حقوقی ریاست‌جمهوری و دولت و بررسی عضویت‌های دولت در سازمان‌ها و مجامع بین‌المللی، مستندسازی املاک دولت، هماهنگی و نظارت بر امور حقوقی دستگاه‌های اجرایی و رفع اختلاف آنها، اجرای برنامه تدوین و تنقیح قوانین و مقررات دولت الکترونیک، پیگیری اجرای قانون اساسی و حقوق شهروندی و انجام اطلاع‌رسانی پژوهش‌ها و آموزش‌های لازم در زمینه حقوقی از وظایف این نهاد می‌باشد.
در سال ۱۳۸۸، «معاونت امور حقوقی و مجلس ریاست‌جمهوری» به «معاونت حقوقی» و «معاونت امور مجلس» تفکیک شد.
معاون حقوقی رئیس‌جمهور یکی از اعضای هیئت دولت است و مانند دیگر معاونان از سوی رئیس‌جمهور انتخاب می‌شود و این انتصاب نیازی به رأی اعتماد مجلس ندارد.

## ساختار داخلی
- معاونت امور حقوقی دولت
- معاونت هماهنگی و برنامه‌ریزی امور حقوقی دستگاه‌های اجرایی
- معاونت تدوین و تنقیح قوانین و مقررات
- معاونت تحقیقات، آموزش و حقوق شهروندی
- معاونت قانون اساسی

## مراکز وابسته
- مرکز امور حقوقی بین‌المللی[۳]

## معاونت تدوین و تنقیح قوانین و مقررات
در پی تصویب یک قانون تک‌ماده‌ای به تاریخ ۱۳۵۰/۱۲/۲۹ در مجلس شورای ملی، «سازمان تنقیح و تدوین قوانین و مقررات کشور» با وظایف فرادستگاهی زیر نظر نخست‌وزیری تشکیل شد. آیین‌نامهٔ اجرایی این قانون در ۱۳۵۳/۳/۱۸ به تصویب هیئت وزیران رسید.
بعد از انقلاب ۱۳۵۷، فعالیت این سازمان طبق مصوبات شورای انقلاب در قالب «اداره‌کل تدوین و تنقیح قوانین و مقررات» ذیل معاونت امور حقوقی و مجلس نخست‌وزیری و سپس ریاست‌جمهوری ادامه یافت.
در سال‌های ۱۳۷۳ تا ۱۳۸۵، مسئولان اداره‌کل چندین سامانه و سیستم مکانیزه برای انتشار قوانین و مقررات طراحی و پیاده‌سازی کردند:
1. سیستم عنوان قوانین و مقررات ۱۳۷۳
2. سیستم واژه‌نگار (نسخه ۱) ۱۳۷۳
3. سیستم شناسنامه قوانین (نسخه ۱) دارای چهار زیرسیستم ۱۳۷۵
4. سیستم واژه‌نگار (نسخه ۲) ۱۳۸۲
5. لوح جامع تنقیح قوانین و مقررات ۱۳۸۴
6. سامانه قوانین، مقررات و نظرات (سیستم شناسنامه قوانین نسخه ۲) ۱۳۸۵

در سال ۱۳۸۸، این اداره‌کل به «معاونت تدوین و تنقیح قوانین و مقررات» ارتقا یافت. این معاونت اقدام به راه‌اندازی سامانه ملی قوانین و مقررات نمود که در سال ۱۳۹۰ مورد بهره‌برداری رسمی قرار گرفت. همچنین انتشار لوح جامع قوانین و مقررات، سامانهٔ رایانامه حقوقی و نرم‌افزار کتابخانه دیجیتال قوانین و مقررات از دیگر اقدامات این معاونت محسوب می‌شود.

### سامانه ملی قوانین و مقررات
سامانه ملی قوانین و مقررات جمهوری اسلامی ایران، با هدف جمع‌آوری، ارائه و به‌روز نگه‌داشتن الکترونیکی کلیه قوانین و مقررات کشور طراحی شده‌است. این سامانه دسترسی به عنوان، اطلاعات پایه، تاریخ تصویب و متن قوانین و مقررات مصوب تمامی مراجع تصویب با آخرین تغییرات و اصلاحات، با امکان مشاهده فرایند تصویب (مشروح مذاکرات)، اطلاعات تنقیحی و نظریات مرتبط به تفکیک مراجع تصویب را فراهم می‌آورد.

## فهرست معاونان حقوقی رئیس‌جمهور
| ر   | نام | نام            | نگاره | آغاز تصدی      | پایان تصدی     | دولت    | رئیس‌جمهور |
| --- | --- | -------------- | ----- | -------------- | -------------- | ------- | --------- |
| ۱   |     | فاطمه بداغی    |       | ۹ آذر ۱۳۸۸     | ۲۰ مرداد ۱۳۹۲  | دهم     | احمدی‌نژاد |
| ۲   |     | الهام امین‌زاده |       | ۲۰ مرداد ۱۳۹۲  | ۲۲ تیر ۱۳۹۵    | یازدهم  | روحانی    |
| ۳   |     | مجید انصاری    |       | ۲۲ تیر ۱۳۹۵    | ۱۸ مرداد ۱۳۹۶  | یازدهم  | روحانی    |
| ۴   |     | لعیا جنیدی     |       | ۱۸ مرداد ۱۳۹۶  | ۱۰ شهریور ۱۴۰۰ | دوازدهم | روحانی    |
| ۵   |     | محمد دهقان     |       | ۱۰ شهریور ۱۴۰۰ | ۱ شهریور ۱۴۰۳  | سیزدهم  | رئیسی     |
| (۳) |     | مجید انصاری    |       | ۱ شهریور ۱۴۰۳  | متصدی          | چهاردهم | پزشکیان   |